# McPherson County, Kansas
McPherson County är ett administrativt område i delstaten Kansas, USA, med 29 180 invånare. Den administrativa huvudorten (county seat) är McPherson.

## Geografi
Enligt United States Census Bureau har countyt en total area på 2 334 km². 2 330 km² av den arean är land och 4 km² är vatten.

### Angränsande countyn
- Saline County - norr
- Dickinson County - nordost
- Marion County - öst
- Harvey County - sydost
- Reno County - sydväst
- Rice County - väst
- Ellsworth County - nordväst

### Orter
- Canton
- Galva
- Inman
- Lindsborg
- Marquette
- McPherson (huvudort)
- Moundridge
- Windom